# Genickschussanlage

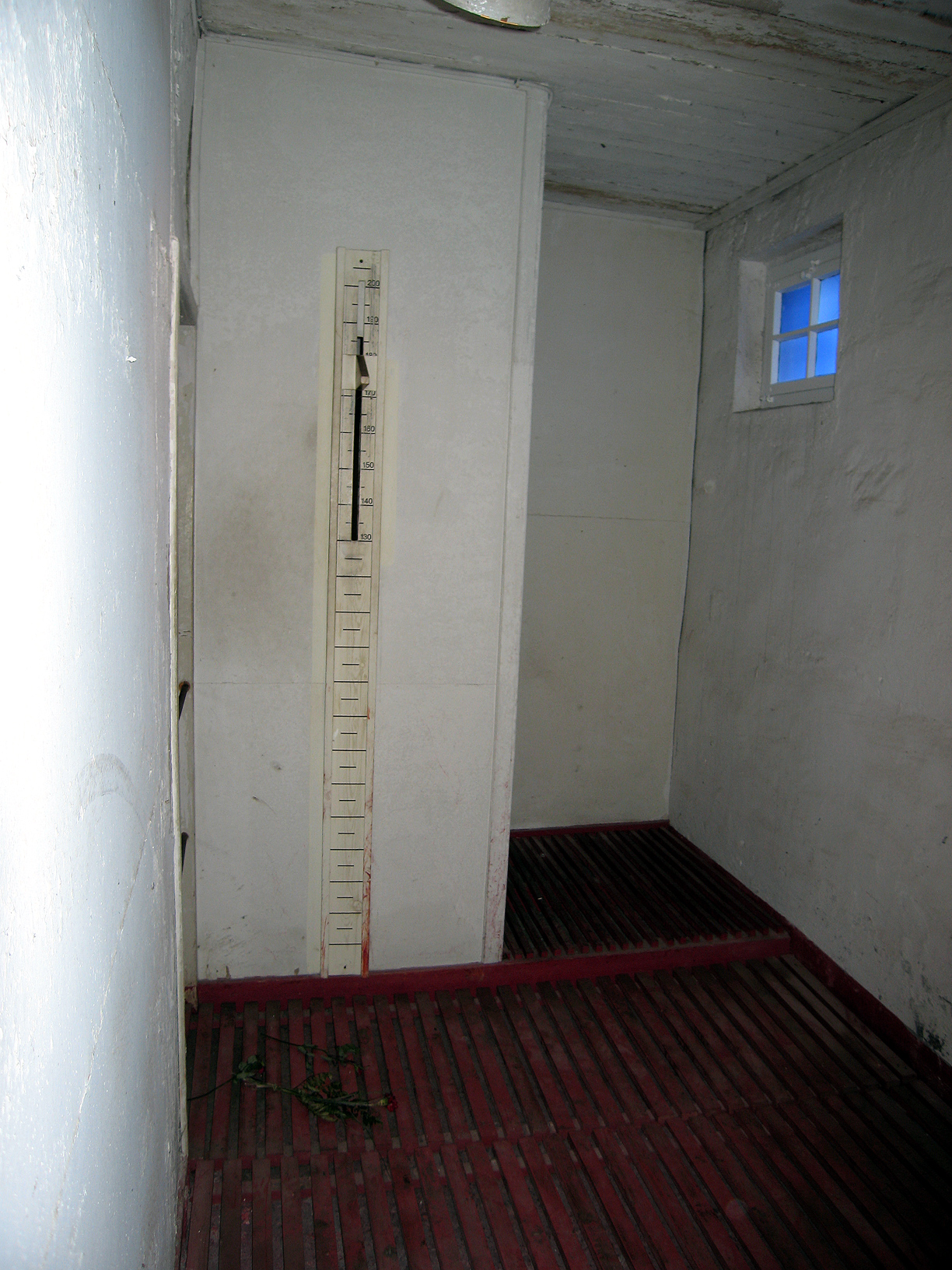
Genickschussanlage w Buchenwaldzie widziane od przodu

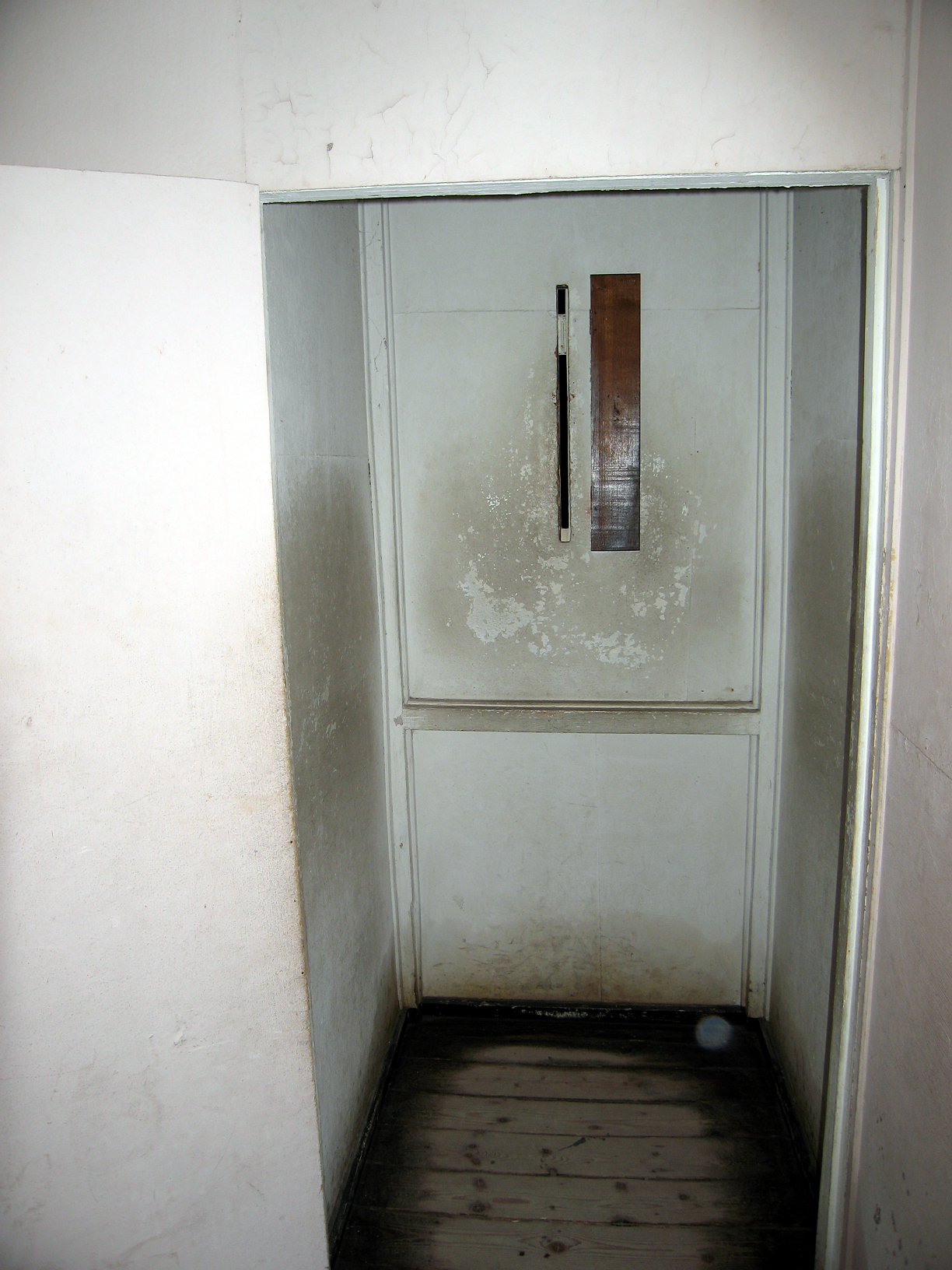
Genickschussanlage w Buchenwaldzie widziane od tyłu

Genickschussanlage – nazwa specjalnego pomieszczenia wykorzystywanego w niemieckich nazistowskich obozach koncentracyjnych do skrytego i masowego mordowania nieświadomych tego więźniów (głównie sowieckich jeńców wojennych), za pomocą strzału w potylicę.

## Opis
22 czerwca 1941 roku III Rzesza zaatakowała Związek Radziecki, biorąc do niewoli w pierwszych tygodniach agresji ogromną liczbę sowieckich jeńców wojennych. W sierpniu 1941 roku w obozie koncentracyjnym Sachsenhausen odbyła się tajna odprawa wyższych oficerów SS-Totenkopfverbände, na której przedstawiono program mordowania w obozie, wziętych do niewoli żołnierzy Armii Czerwonej (konkretnie politruków i zwolenników radzieckiej partii komunistycznej), uzasadniając to odwetem za rozstrzeliwanie żołnierzy Wehrmachtu, wziętych do niewoli przez Sowietów. Na odprawie zdecydowano, że likwidacja więźniów odbywać się będzie w specjalnym pomieszczeniu straceń znajdującym się w baraku na dziedzińcu przemysłowym obozu, skonstruowanym na podstawie projektu komendanta obozu Sachsenhausen Hansa Loritza.
Pierwsze egzekucje sowieckich jeńców w pomieszczeniu straceń w Sachsenhausen, odbyły się na początku września 1941 roku. Po kilku dniach po przybyciu do obozu, Blockführerzy przewozili jeńców do baraku, który był oddzielony od reszty obozu drewnianym parkanem. Mordowanie odbywało się w ten sposób, że jeńców wprowadzano najpierw do dużego pomieszczenia z grającym gramofonem, gdzie kazano im się rozebrać do naga, w celu jak im mówiono przeprowadzenia badania lekarskiego, po którym pojadą w lepsze miejsce. Następnie esesmani wprowadzali pierwszego z jeńców do znajdującego się obok, mniejszego pomieszczenia, które wyposażone w przyrządy medyczne i plansze anatomiczne, wyglądało jak gabinet lekarski. Znajdujący się w nim esesman ubrany w biały kitel, mówił że jest lekarzem i pozorując badanie, sprawdzał czy jeniec ma złote zęby – jeśli miał, oznaczał go krzyżem. Jeniec wchodził do jeszcze mniejszego pomieszczenia, które wyglądało jak łazienka z prysznicem pod sufitem, gdzie esesman kazał mu stanąć plecami do listwy z podziałką do mierzenia wzrostu, przytwierdzonej do ściany. Po drugiej stronie ściany znajdował się esesman w ochronnym ubraniu i celofanowej masce ukryty w dźwiękoszczelnej kabinie, który na umówiony sygnał strzelał amunicją dum-dum niespodziewającemu się tego jeńcowi w potylicę, przez mały otwór w listwie; jeśli ofiara dawała jeszcze oznaki życia, była dobijana. Po egzekucji zwłoki zabierano do kostnicy, gdzie wyrywano złote zęby, a ciało wrzucano do krematorium. Podłogę i ściany pomieszczenia straceń polewano wodą, aby zatrzeć ślady dokonanej zbrodni, po czym wprowadzano do niego następną ofiarę.
Mordowania w ten sposób dokonywano w obozie kilka razy w tygodniu, od rana do nocy. Jeńców zabijano średnio co dwie lub trzy minuty, w ciągu dnia uśmiercając 300–350 osób. W ciągu godziny w krematorium spalano ponad 25 zwłok jeńców. Egzekucje w Genickschussanlage wstrzymano w połowie listopada 1941 roku, z powodu wybuchu epidemii tyfusu w Sachsenhausen. Bardzo podobne pomieszczenia straceń zbudowano w Mauthausen i Buchenwaldzie, gdzie mordowaniem sowieckich jeńców wojennych zajmowało się Kommando 99, którym kierował Max Schobert. 